# محمد علي شاكر (لاعب كرة قدم)
محمد علي شاكر المهري (مواليد 27 أبريل 1997، لاعب كرة قدم إماراتي يجيد اللعب في الدفاع مع نادي خورفكان في دوري الخليج العربي الإماراتي.

## مسيرة اللاعب
مثل نادي عجمان في الفئات السنية إلى أن وصل للفريق الأول عام 2017 و انتقل إلى نادي العين في عام 2019 و أعير إلى نادي النصر مطلع عام 2023 وانتقل إلى نادي خورفكان في صيف 2024.

## روابط خارجية
- محمد علي شاكر على موقع قاعدة بيانات كرة القدم.إي يو (الإنجليزية)
- محمد علي شاكر على موقع Soccerway.com (الإنجليزية)
- محمد علي شاكر على موقع GSA (الإنجليزية)